# Polypogon
Polypogon es un género de plantas herbáceas de la familia de las poáceas. Es originario de la región del Mediterráneo hasta el oeste de Asia.

## Descripción
Son plantas anuales o perennes. Hojas con vaina de márgenes libres; lígula generalmente oblonga, escábrida, membranosa; limbo plano. Inflorescencia en panícula densa, con ramas lisas o escábridas y pedúnculos articulados. Espiguillas comprimidas lateralmente, desprendiéndose junto con la parte superior del pedúnculo, con 1 flor hermafrodita articulada con la raquilla. Glumas más largas que la flor, uninervadas, aquilladas. Raquilla no prolongada por encima de la flor. Lema con 5 nervios, truncado-dentada, mútica o con arista terminal, membranosa, glabra. Callo apenas marcado, glabro. Pálea un poco más corta que la lema, con 2 quillas. Lodículas enteras. Ovario glabro. Cariopsis surcada. Hilo elíptico.

## Taxonomía
El género fue descrito por René Louiche Desfontaines y publicado en Flora Atlantica 1: 66. 1798. La especie tipo es: Polypogon monspeliensis (L.) Desf.
Etimología
El nombre del género deriva de las palabras griegas polis (muchos) y pogon (barba), refiriéndose a la panícula.
Citología
Tiene un número de cromosomas de: x = 7. 2n = 14, 28, 42, 50, y 60 (no conocido en P. tenellus). 2, 4, 6, 7, y 8 ploidias. Cromosomas ‘grandes’.

## Especies
- Polypogon elongatus Kunth - pluma quiona[4]
- Polypogon maritimus Willd.
- Polypogon monspeliensis (L.) Desf. - rabo de zorra[4] (en Chile).
- Polypogon viridis (Govan) Breistr.[5][6]